# Вильгельм VIII (ландграф Гессен-Касселя)
Вильгельм VIII Гессен-Кассельский (нем. Wilhelm VIII. von Hessen-Kassel; 10 марта 1682, Кассель — 1 февраля 1760, Ринтельн) — регент с 23 марта 1730 года, с 5 апреля 1751 года ландграф Гессен-Кассельский из дома Гессен.

## Биография
Вильгельм был шестым сыном ландграфа Карла Гессен-Кассельского и его супруги Марии Амалии, дочери герцога Курляндии Якоба Кеттлера.
Принц Вильгельм воспитывался при отцовском дворе, затем жил в Женеве и в Париже. Потом, вместе со старшим братом Карлом (1680—1702), поступил на военную службу в голландскую армию и сделал военную карьеру.
Получив от своего дяди-крёстного Вильгельма Оранского командование над гвардейцами-драгунами, Вильгельм участвовал в Войне за испанское наследство. В 1709 году он стал генерал-лейтенантом голландской службы, в 1713 году — губернатором Бреды. В 1723 году Вильгельм — губернатор Маастрихта. В 1727 — генерал от кавалерии голландской службы. В 1747 году принц ушёл из голландской армии, являясь одновременно командиром около 10 полков в Нидерландах и Гессен-Касселе.
После того, как старший брат Вильгельма, Фридрих, в 1720 году был избран королём Швеции, а ландграф Карл в 1730 году скончался, принц принял управление Гессен-Касселем как регент и штатгальтер своего брата. Хотя Фридрих и создал в Стокгольме свою канцелярию по делам в Гессене, Вильгельм правил в Касселе совершенно свободно, блюдя интересы своей родины. За годы его правления численность гессенской армии возросла до 24 тысяч человек. В 1751 году, после смерти Фридриха в Швеции, Вильгельм официально занял трон ландграфства Гессен-Кассель.
Он также унаследовал графство Ганау после того, как последний граф Ганау Иоганн Рейнхард III скончался 28 марта 1736 года, а Фридрих отказался от этого наследства в его пользу. В 1754 году Вильгельм, решив наказать своего сына Фридриха II за измену протестантской религии, передал графство Ханау своему внуку, Вильгельму, назначив его мать, Марию Ганноверскую, опекуном при малолетнем графе.
Вильгельм VIII был известен как близкий друг короля Пруссии Фридриха II и императора Священной Римской империи Карла VII. В 1742 году он заключил с императором во Франкфурте-на-Майне договор, согласно которому Вильгельм предоставлял в распоряжение Вены 3 тысячи солдат, в обмен на гарантированную империей неприкосновенность территории Гессен-Касселя. В результате этого соглашения во время случившейся позднее войны за Австрийское наследство гессенские войска воевали на стороне обеих враждующих партий.
Вильгельм также участвовал на стороне Англии и Пруссии в Семилетней войне, в результате чего Гессен превратился в один из важнейших полей сражений на «западном фронте», был фактически опустошён, столица же его Кассель неоднократно занималась французскими войсками.
Гессен — традиционно кальвинистский, поэтому в связи с переходом сына и наследника Фридриха в католичество, Вильгельм в 1754 году был вынужден принять целый ряд законов, запрещавших лицам, исповедующим католическую религию, занимать ведущие посты в управлении государством. Фридрих, под угрозой лишения права наследования, вынужден был признать их.
Вильгельм VIII был известным меценатом и покровителем искусств. Он является основателем Кассельской картинной галереи, в 1753 году по его указанию был заложен дворец Вильгельмшталь в Кальдене. Для картинной галереи ландграф приобрёл, кроме прочего, полотна таких мастеров, как Рембрандт и Рубенс. Придворным художником Вильгельма был И. Г. Тишбейн, придворным скульптором — И. А. Наль.

## Семья
27 сентября 1717 года Вильгельм женился на принцессе Саксен-Цейцской Доротее Вильгельмине, дочери герцога Саксен-Цейца Морица Вильгельма. Дети:
- Карл (1718—1719)
- Фридрих II (1720—1785), ландграф Гессен-Касселя, женат на Марии Великобританской (1722—1772), затем на Филиппине Бранденбург-Шведтской (1745—1800)
- Мария Амалия (1721—1744); умерла невестой маркграфа Карла Альбрехта Бранденбург-Шведтского